# Трав'яни
Трав'яни́ (рос. Травяны) — селище у складі Каменського міського округу Свердловської області.
Населення — 23 особи (2010, 22 у 2002).
Національний склад станом на 2002 рік: росіяни — 95 %.